# Élection présidentielle géorgienne de 2004
L'élection présidentielle géorgienne exceptionnelle de 2004 s'est tenue le 4 janvier en raison de la démission d’Edouard Chevardnadze à la suite de la Révolution des Roses. Mikheil Saakachvili est élu pour un premier mandat.

## Contexte
Depuis 1991, la Géorgie traverse une période de profondes turbulences politiques, économiques et sociales. L’année 2003 en est le point culminant avec le changement de gouvernement.
Edouard Chevardnadze, président depuis 1995, a joué un rôle central dans la stabilisation de la Géorgie après les guerres civiles des années 1990. Cependant, son deuxième mandat (1999-2003) a été entaché par des accusations de corruption, d'autoritarisme et de mauvaise gouvernance. Sous son administration, les institutions publiques se sont effondrées, la pauvreté s'est généralisée, et les disparités sociales ont alimenté la frustration populaire.
La promesse de Chevardnadze de rapprocher la Géorgie de l’Occident, notamment via des relations renforcées avec les États-Unis et l’Union européenne, s'est heurtée à l’incapacité de son gouvernement à instaurer des réformes profondes. L'économie, largement dépendante de l’aide internationale, stagnait tandis que les services publics étaient inefficaces.
Face à cette désillusion croissante, une opposition structurée a émergé. Mikheil Saakachvili, ancien ministre de la Justice, a quitté le gouvernement en 2001 pour fonder un mouvement réformateur pro-démocratique. Son parti, le Mouvement national uni, a plaidé pour une lutte contre la corruption, le renforcement de l’État de droit et une intégration plus étroite avec l’Occident. D'autres figures de l'opposition, comme Nino Bourdjanadze et Zourab Jvania, ont également quitté les rangs du pouvoir pour rejoindre des mouvements visant à réformer le système politique.

### La Révolution des Roses (novembre 2003)
Les élections législatives de novembre 2003 ont été un tournant décisif. Massivement dénoncées pour fraude électorale, elles ont déclenché des protestations populaires dans tout le pays. Ces manifestations pacifiques, connues sous le nom de "Révolution des Roses", ont rassemblé des dizaines de milliers de Géorgiens réclamant la démission de Chevardnadze.
Après plusieurs semaines de tension, Chevardnadze a démissionné le 23 novembre 2003, laissant le pays entre les mains d’un gouvernement intérimaire dirigé par Nino Bourdjanadze. Cet événement symbolisait non seulement la fin d'une ère, mais aussi l'aspiration de la population à un avenir démocratique.

### Enjeux
Les principaux enjeux et souhaits des citoyens étaient :
- La lutte contre la corruption : Une priorité absolue pour restaurer la confiance des citoyens et des investisseurs étrangers.
- La consolidation de l’État : Lutter contre les divisions régionales, notamment en Abkhazie et en Ossétie du Sud-Alanie, où les tensions séparatistes demeuraient vives.
- L’intégration euro-atlantique : Renforcer les liens avec l’UE et l’OTAN, perçus comme des garants de la sécurité et d’une nouvelle ère, post-soviétique[9].
- La relance économique : Réduire la pauvreté et moderniser les infrastructures.

## Déroulement des élections

### Candidats

#### Mikheil Saakachvili

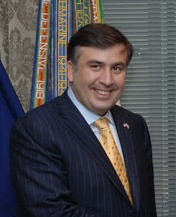
Mikheil Saakachvili en 2005, un an après son élection.

Âgé de 36 ans, Saakachvili, ancien ministre de la Justice, incarne la jeunesse et le changement. Sa campagne promet une lutte acharnée contre la corruption, la modernisation de l'économie, et une intégration renforcée avec l’Occident. Il est soutenu par une grande partie de la population, galvanisée par son rôle central durant la Révolution des Roses.

#### Opposants
Bien que d'autres candidats se soient présentés, ils étaient largement éclipsés par Saakachvili. Leur faible influence et leur manque de popularité rendaient l’élection quasi-unanime en faveur du favori.

#### Résultats et conséquences
| Inscrits                 | Inscrits                 | Inscrits                 | 2 231 986 |             |  |  |
| Abstentions              | Abstentions              | Abstentions              | 262 155   | 11,75 %     |  |  |
| Votants                  | Votants                  | Votants                  | 1 969 831 | 88,25 %     |  |  |
|                          |                          |                          |           |             |  |  |
| Bulletins enregistrés    | Bulletins enregistrés    | Bulletins enregistrés    | 1 969 831 |             |  |  |
| Bulletins blancs ou nuls | Bulletins blancs ou nuls | Bulletins blancs ou nuls | 31 665    | 1,61 %      |  |  |
| Suffrages exprimés       | Suffrages exprimés       | Suffrages exprimés       | 1 938 166 | 98,39 %     |  |  |
|                          |                          |                          |           |             |  |  |
|                          | Candidat                 | Parti                    | Suffrages | Pourcentage |  |  |
|                          | Mikheil Saakachvili      | Mouvement national uni   | 1 890 739 | 97,55 %     |  |  |
|                          | Teimuraz Shashiashvili   | Indépendant              | 33 868    | 1,75 %      |  |  |
|                          | Roin Liparteliani        | Indépendant              | 4 248     | 0,22 %      |  |  |
|                          | Zaza Sikharulidze        | Indépendant              | 4 098     | 0,21 %      |  |  |
|                          | Kartlos Gharibashvili    | Indépendant              | 3 582     | 0,18 %      |  |  |
|                          | Zurab Kelekhsashvili     | Indépendant              | 1 631     | 0,08 %      |  |  |

À la suite de ces élections, Mikheil Saakachvili est véritablement plébiscité par le peuple à venir au pouvoir. Il remporte cette élection avec plus de 97% des suffrages exprimés. En plus des présidentielles, le parti de Saakachvili remporte largement les législatives et gagne la mainmise sur la politique géorgienne pour plusieurs années. Cette totale absence de contre-pouvoir accompagné de loi pour conforter les pouvoirs du président au détriment du parlement peut faire craindre à des dérives autoritaires ou à l’arrivée d’un despote dans le pays.
Il est investi le 25 janvier suivant.